# Borisz Ruszlanovics Spilevszkij
Borisz Ruszlanovics Spilevszkij (Moszkva, 1982. augusztus 20. –) orosz profi kerékpáros. 2015-ben visszavonult a versenyzéstől.

## Eredményei
| 2002 6. - Omloop der Kempen 2003 1., 4a szakasz - GP Tell 1., 5. szakasz - GP Tell 1., 1. szakasz - Triptyque des Barrages - U23 5. - Orosz országúti bajnokság - Mezőnyverseny 2006 1. - Montecatini Terme 1. - San Bernardino di Lugo 1., összetettben' - Giro del Friuli 1., 1b szakasz 8. - Coppa della Pace 9. - Giro della Toscana 2007 1. - Clasica Internacional Txuma 1. - Firenze–Pistoia 1., összetettben - Flèche du Sud 1., 2. szakasz 1., 4. szakasz 3. - Giro della Toscana 7. - Memorial Cimurri 2008 1., összetettben - Tour of Hainan 1., 1. szakasz 1., 2. szakasz 1., 4. szakasz 1., 6. szakasz 1., 7. szakasz 1., 9. szakasz 1., 2. szakasz - Tour of Belgium 4. - Orosz országúti bajnokság - Időfutam 6. - Orosz országúti bajnokság - Mezőnyverseny 10. - Firenze–Pistoia | 2009 Tour of Hainan 1., 2. szakasz 1., 6. szakasz 1., 8. szakasz 1., 9. szakasz 3., összetettben - UCI Asia Tour 4. - Orosz országúti bajnokság - Időfutam 2010 Tour du Maroc 1., 5. szakasz 1., 8. szakasz 1., 9a szakasz Five rings of Moscow 1., 2. szakasz 1., 4. szakasz Tour of Qinghai Lake 1., 7. szakasz 1., 8. szakasz Memorial Viktor Kapitonov 1., 3. szakasz 1., 4. szakasz 2011 1., összetettben - Tour of Taihu Lake 1., 1. szakasz 1., 5. szakasz 1., 9. szakasz - Tour de Langkawi 1., 1. szakasz - Tour of East Java Tour of China 1., 4. szakasz 1., 5. szakasz 1., 6. szakasz 1., 7. szakasz |